# Sainte-Colombe-de-Duras
Sainte-Colombe-de-Duras – miejscowość i gmina we Francji, w regionie Nowa Akwitania, w departamencie Lot i Garonna.
Według danych na rok 1990 gminę zamieszkiwało 87 osób, a gęstość zaludnienia wynosiła 12 osób/km² (wśród 2290 gmin Akwitanii Sainte-Colombe-de-Duras plasuje się na 1089. miejscu pod względem liczby ludności, natomiast pod względem powierzchni na miejscu 1263.).